# Franz-Josef Ulm
Franz-Josef Ulm (* 1964) ist ein deutscher Ingenieurwissenschaftler, der Professor am Massachusetts Institute of Technology (MIT) ist. 

## Leben
Ulm studierte an der TU München, wo er 1990 sein Diplom als Bauingenieur erwarb. 1994 wurde er an der École Nationale des Ponts et Chaussées (ENPC) in Paris promoviert. 1998 habilitierte er sich an der École normale supérieure de Cachan.
Er beschäftigt sich unter anderem mit der Poromechanik und dem Aufbau poröser Medien im Nano- und Mikrometer-Maßstab, zum Beispiel bei Beton, in der Biologie (Knochen, Schalen) und der Geotechnik (Felsmechanik), und mit Mechanismen, die die Dauerhaftigkeit von Materialien beeinflussen.

## Auszeichnungen
- 2012: Von-Karman-Medaille
- 2020: Ehrendoktor der Technischen Universität Wien
- 2022: Mitglied der National Academy of Engineering

## Schriften
- mit Olivier Coussy Mechanics and Durability of Solids, Band 1: Solid Mechanics, Prentice Hall 2003
- mit P. Acker,  J.-M. Torrenti Comportement du béton au jeune âge, Traité MIM — Mécanique et Ingénierie des Matériaux, série Matériaux de construction, Hermes—Lavoisier Science Publications, Cachan, France, 2004
- mit Luc Dormieux, Djimédo Kondo: Microporomechanics, Wiley 2006
- mit G. Constantinides The nanogranular nature of C-S-H,  Journal of the Mechanics and Physics of Solids, Band 55, S. 64–90